# لارس هالفور جنسن
لارس هالفور جنسن هو كاتب أغاني وملحن ومنتج أسطوانات دنماركي، ولد في 23 يوليو 1973 في هيليرود في الدنمارك.